# Hans Thoenen
Hans Thoenen (* 5. Mai 1928 in Zweisimmen; † 23. Juni 2012 in München) war ein Schweizer Neurobiologe.

## Leben
Thoenen studierte Medizin an der Universität Bern und der Universität Innsbruck. 1953 schloss er ab und 1957 wurde er in Bern promoviert. 1961 war er Wissenschaftler in der Abteilung experimentelle Medizin bei Hoffmann-La Roche in Basel. 1968/69 war er als Post-Doktorand bei Julius Axelrod am National Institute of Mental Health. 1969 habilitierte er sich an der Universität Basel in experimenteller Pharmakologie. Ab 1971 leitete er die neurobiologische Forschungsgruppe am Biozentrum in Basel, wo er Professor für Pharmakologie war. 1977 wurde er Direktor am Max-Planck-Institut für Psychiatrie als Leiter der Abteilung Neurochemie. Er leitete den Neubau des Theoretischen Teilinstituts des MPI für Psychiatrie, das dann 1984 von München nach Martinsried umzog und woraus 1998 das Max-Planck-Institut für Neurobiologie entstand. 1996 wurde er emeritiert.
Er forschte insbesondere über Neurotrophine, unter anderem identifizierte und klonierte sein Labor BDNF (Brain Derived Neurotrophic Factor) und CNTF (Ciliary Neutrophic Factor). Er klärte die Wirkungsweise von 6-hydroxy-Dopamin auf, was die Entdeckung der transsynaptischen Enzym-Induktion zur Folge hatte. Sein Labor war maßgeblich daran beteiligt, die Bedeutung der Wachstumsfaktoren für die Plastizität des Gehirns zu erkennen (Bildung neuer Synapsenverbindungen zum Beispiel bei Lernen und Gedächtnis) und forscht auch an Perspektiven für den Einsatz bei Schädigungen des Nervensystems und Demenz.
2007 erhielt er die Ernst-Jung-Goldmedaille in Medizin. Er erhielt den Bristol-Myers Squibb Award (1997), den Feldberg-Preis (1980), den Cloëtta-Preis (1985), den Ipsen-Preis (1994), den Wakeman Award der Duke University (1988), den Charles A. Dana Award (1994) und den Ralph-W.-Gerard-Preis der Society for Neuroscience (1995). Er war Ehrendoktor der Universitäten Zürich (1992) und Würzburg (1997), auswärtiges Mitglied der National Academy of Sciences (1996) und Mitglied der Leopoldina (1979) und der Academia Europaea (1989). 2003 wurde er korrespondierendes Mitglied der Schweizerischen Akademie der Medizinischen Wissenschaften.

## Schriften
- Neurotrophins and activity dependent plasticity. In: Progress in Brain Research. Bd. 128 (2000), S. 183–191, doi:10.1016/j.bbr.2011.03.031.

## Quelle
- Hans Thoenen. In: Larry Squire (Hrsg.): The history of neuroscience in autobiography. Band 6. Oxford University Press, Oxford 2009, ISBN 978-0-19-538010-1, S. 514–568. (online)